# Tila Tequila
Pour les articles homonymes, voir Tila et Tequila (homonymie).
Nguyễn Thien Thanh Thi, née le 24 octobre 1981 à Singapour, mieux connue sous son nom de scène Tila Tequila est une chanteuse, mannequin et vedette de téléréalité américaine née d'une mère eurasienne (franco-vietnamienne) et d'un père vietnamien. Sa famille déménage à Houston aux États-Unis lorsqu'elle est âgée d'un an.
Elle est apparue dans des magazines tels que Stuff (en), Maximal, Penthouse. Élevée à Houston au Texas, elle habite maintenant dans le West Hollywood en Californie. Elle a fait partie de l'émission de téléréalité A Shot at love with Tila Tequila (au Québec et en France, Tila Célib et Bi) diffusée à Musique Plus et sur MTV, dans le but de trouver son âme sœur.
En 2011, elle réalise quelques scènes pornographiques homosexuelles sous le label Vivid Entertainement. Plus récemment, en 2014, c'est dans plusieurs scènes pornographiques hétérosexuelles que la jeune américaine refait apparition, toujours sous le même label.
Depuis décembre 2013, Tila Tequila a provoqué différentes controverses en affichant sa sympathie pour Hitler et en mettant en ligne des commentaires antisémites qui ont conduit à la fermeture de ses comptes Facebook et Twitter.

## Biographie
Tila Tequila combine les carrières : chanteuse, mannequin, blogueuse, simple actrice et actrice pornographique.
Elle a été découverte par MC Hammer.
En 2015 elle participe à Celebrity Big Brother 16 mais est exclue lors de la seconde journée pour ses photos la mettant en scène avec un uniforme nazi et sa sympathie pour Adolf Hitler.

## Vie privée
Tila révèle sa bisexualité durant la première saison de A Shot at love with Tila Tequila, émission de télé réalité dont elle est la protagoniste ; le principe de l'émission étant que 16 hommes et 16 femmes doivent essayer de la séduire.
Le 6 septembre 2009, Tila aurait été étranglée et retenue par son ancien petit ami  Shawne Merriman. Le 17 novembre 2009, elle dépose une poursuite de 1,5 million de dollars contre Merriman. Ces accusations furent ensuite rejetées.
Peu de temps après, le 6 décembre 2009, Tila annonce publiquement qu'elle est fiancée à l'héritière Casey Johnson mais cette dernière est retrouvée morte le 4 janvier 2010 d'une cétoacidose diabétique.
Fin avril 2014, quelques jours après avoir annoncé sa grossesse sur sa page Facebook, Tila a déclaré qu'elle s'est séparée du papa, Thomas Paxton Whitaker (né en 1972) qu'elle fréquentait depuis 2013. Le 16 novembre 2014, elle a donné naissance à son premier enfant, une fille prénommée Isabella Monroe Nguyen.

## Soutien à Hitler et commentaires antisémites
En décembre 2013, Tila Tequila provoque une controverse en affichant sur son blog sa sympathie pour Hitler[réf. souhaitée] puis en postant des commentaires pro-Hitler et antisémites sur sa page Facebook, ce qui a conduit à la fermeture de son compte. En août 2015, pour les mêmes raisons, Tequila est invitée à quitter le programme de la seizième série télévisée britannique Celebrity Big Brother. Elle a par la suite présenté des excuses pour ses commentaires antérieurs, les mettant sur le compte de sa dépression et de sa toxicomanie.
Cependant, le 6 mai 2016, Tila Tequila tweete que le commentateur politique juif américain Ben Shapiro devrait « être gazé et renvoyé en Israël » et appelle de ses vœux « une version asiatique d'Adolf Hitler ».  Le 19 novembre 2016, elle assiste à une réunion de l'Institut national de politique de l'alt-right célébrant l'élection de Donald Trump, organisée par le nationaliste Richard B. Spencer, et affiche des photos sur les médias sociaux d'elle-même faisant un salut nazi. L'une d'elles est postée sur Twitter avec le texte, le 22 novembre 2016, son compte est suspendu par Twitter.

## Discographie
EPs
- Sex (2007)
- Welcome to the Dark Side (2010)

Singles
- "I Love U" (2007)
- "Stripper Friends" (2007)
- "Paralyze" (2008)
- "I Fucked the DJ (I Love My DJ)" (2010)
- "You Can Dance" (2011)

## Mannequin
Tila a posé pour beaucoup de revues;
- playboy
- Maxim
- Stuff
- Penthouse ;
- The Rolling Stones Magazine
- Blender
- Steppin Out

et beaucoup plus...

## Blogger
C'est Internet qui l'a fait connaitre. Entrevue publie en 2008 un dossier reportage sur elle s'intitulant Tila Tequila : D'Internet à la télévision.

## Filmographie
Elle participe aux deux saisons de A Shot at love with Tila Tequila et Je vous déclare Chuck et Larry comme serveuse du Hooters.  